# 莽古爾泰
莽古爾泰（穆麟德轉寫：Manggūltai；1587年—1633年1月11日），愛新覺羅氏。清太祖努爾哈赤的第五子，四大貝勒之一。

## 生平
努爾哈赤的第二位福晉富察氏所生。明萬曆四十年（1612年）少時跟隨努爾哈赤征伐乌喇部，英勇善战，连克六城。莽古爾泰請渡水追擊，努爾哈赤曰：「止！無僕何以為主？無民何以為君？我且削之。」遂摧毀六城，移軍至富勒哈河。越日，於烏喇河建設一座木城，留兵千人留守。
天命元年（1616年）四月，被封為和碩貝勒，以序稱為三貝勒。天命四年（1619年）明經略楊鎬派遣總兵杜松以六萬人出撫順關，劉綎以四萬人出寬甸。莽古爾泰跟從努爾哈赤守御松界凡，伏兵於薩爾滸谷口，伺明兵過將半才攻擊，後金軍佔據吉林崖，明兵設營於薩爾滸山，再偕同貝勒代善等以千人益吉林崖，而合師攻薩爾滸，大破明軍，杜松戰死。又跟從努爾哈赤回軍擊斬劉綎。同年八月，莽古爾泰跟從大軍討伐葉赫。天命五年（1620年），努爾哈赤伐明，侵略懿路、蒲城，命令莽古爾泰以所率部隊驅逐敵軍，莽古爾泰率健銳百人追擊明兵至渾河才退軍。天命六年（1621年），鎮江守將陳良被策反投毛文龍麾下，莽古爾泰偕代善遷金州居民至復州。天命十年（1625年），攻克旅順口。
同年，察哈爾林丹汗入侵科爾沁部，圍攻克勒珠爾根城，莽古爾泰前去救援，至農安塔，林丹汗遁走。天命十一年（1626年），努爾哈赤討伐喀爾喀巴林部，先命諸貝勒侵略錫拉穆楞，眾人皆以乘馬疲乏不能前進；莽古爾泰獨自領兵在夜間渡河攻擊，俘獲無數。
天聰元年（1627年），攻擊明軍右屯衛，又以偏師守衛塔山糧運。天聰三年（1629年），跟從大軍伐明，阿巴泰自龍井關入，攻漢兒莊。莽古爾泰偕同多爾袞、多鐸為接應，逼降此城，旋又下諭勸降潘家口守將。皇太極亦攻克洪山口，逼近遵化。莽古爾泰自漢兒莊整合軍隊擊敗明總兵趙率教，生擒其副將臧調元。大軍其後進軍通州，逼近明都，明朝諸道軍兵去援救。莽古爾泰遣巴牙喇兵前行，與多鐸殿後，正值明軍潰卒來侵犯，被莽古爾泰攻擊殲滅他們。跟從皇太極閱兵薊州，大破山海關援兵。天聰四年（1630年）二月，攻克永平、遵化。退兵時與打敗相遇的明軍。
天聰五年（1631年），跟從大軍圍攻大凌河，正藍旗圍其南方，莽古爾泰與德格類率領巴牙喇部隊策應。明總兵吳襄、監軍道張春開赴救援，距城十五里駐紮。莽古爾泰跟從皇太極攻擊明軍，俘虜張春等。當合圍於大凌河時，莽古爾泰向皇太極上奏所率部隊被重創。皇太極偶然詰問他：「聞爾所部兵每有違誤。」莽古爾泰怒曰：「寧有是耶？」皇太極曰：「若告者誣，當治告者；果實，爾所部兵豈得無罪？」言罷，即將起身乘馬，莽古爾泰曰：「上何獨與我為難？我固承順，乃猶欲殺我耶？」手撫佩刀，頻以目敵視皇太極。其同母弟德格類斥莽古爾泰悖逆，以拳毆他，莽古爾泰益怒，抽刀出鞘。左右揮之出，皇太極氣憤因而怒罵當初莽古爾泰之母繼妃富察氏犯罪時，莽古爾泰親手弒母邀寵。其後諸貝勒商議莽古爾泰大不敬之罪，奪去和碩貝勒爵位，降為多羅貝勒，削五牛錄，罰銀萬及甲冑、雕鞍馬十、素鞍馬二。
天聰六年（1632年），跟從大軍伐察哈爾，林丹汗逃遁。移師伐明，侵略大同、宣府。同年十二月（阳历为1633年1月），莽古爾泰病逝，皇太極到臨喪禮，三鼓鐘過後才開始回去；又於中門設幄以祭奠，慟哭後才入宮。次年（1633年），其妹莽古济的外孙女格格在拜见皇太极时，念及伯父莽古尔泰贝勒（養伯父，實為親舅公），凄然恸哭，皇太极和诸贝勒亦泪目。
天聰九年（1635年），莽古爾泰親妹莽古濟格格屬下冷僧機控告莽古爾泰與德格類、莽古濟格格盟誓怨望，將危及皇太極，以莽古濟格格的丈夫瑣諾木為證人。隨後，搜得牌印上“大金國皇帝之印”十六枚。最後以大逆之罪追奪莽古爾泰爵位。莽古濟格格及莽古爾泰子額必倫、异父哥哥昂阿喇受牽連而死，莽古爾泰餘子被廢黜宗室資格，子孫由黄帶子降為红帶子。

## 子孫[1]
1. 迈达礼，母哈達納喇氏
2. 廣顧，母哈達納喇氏
3. 薩哈良，母哈達納喇氏
4. 薩棟額，母妾（未詳姓氏）
5. 額必倫，母哈達納喇氏
6. 費揚古泰，母哈達納喇氏
7. 薩哈納，母妾（未詳姓氏）
8. 阿克塔瑪，母哈達納喇氏
9. 舒孙，母三娶繼室（未詳姓氏）

## 延伸阅读
[在维基数据编辑]
 《清史稿/卷217》，出自趙爾巽《清史稿》
 在维基共享资源阅览影像

### 引用
1. 1 2 3 4 5 6  《愛新覺羅宗譜》乙冊 玉牒之末，85－86頁。
2. ↑  中国第一历史档案馆 编. . 新华书店北京发行所 发行；北京彩虹印刷厂 印刷 第一版. 北京: 光明日报出版社: 12. 1989 （简体中文）. （四月）二十八日。闻外蒙古嫩科尔沁大嬷嬷、小嬷嬷及舅乌克善、格格额驸满朱习礼之妻、额驸满朱习礼、台吉绰依尔济等来朝……次格格额驸满朱习礼之妻见汗，念及伯父贝勒莽古尔泰凄然恸哭，汗与诸贝勒俱泪下，相见毕，未令设宴……